# 木曽川駅

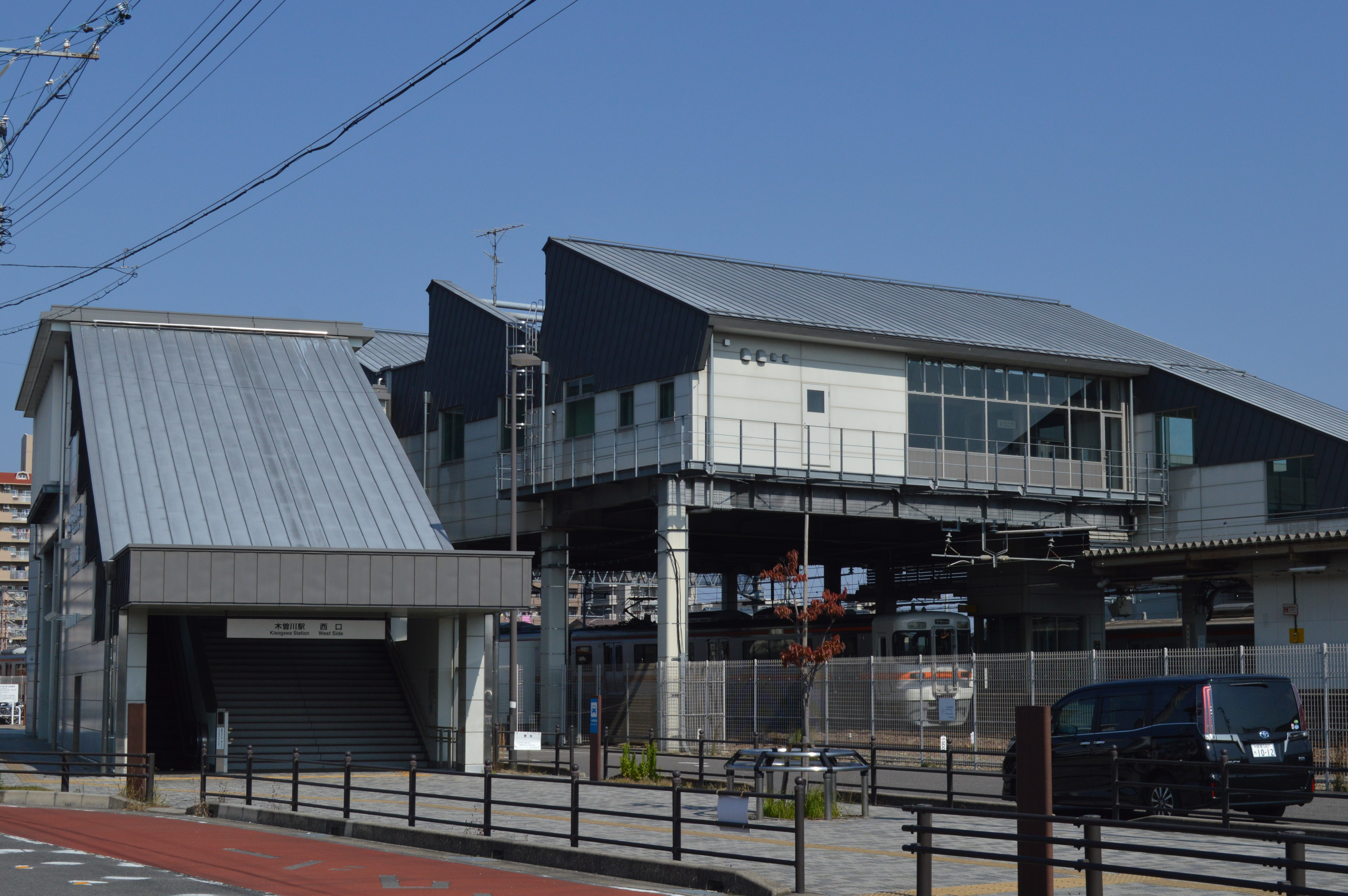
西口（2020年10月）

木曽川駅（きそがわえき）は、愛知県一宮市木曽川町黒田にある東海旅客鉄道（JR東海）東海道本線の駅である。駅番号はCA73。名鉄新木曽川駅との区別のため「JR木曽川駅」とも呼ばれる。
運行形態の詳細は「東海道線 (名古屋地区)」を参照。

## 歴史
岐阜 - 名古屋間は中山道幹線の一部として鉄道局（後に日本国有鉄道、JR東海に承継）により着工された。建築資材輸送のために敷設された名古屋 - 武豊間の武豊駅側から順次開通し、1886年（明治19年）6月に一ノ宮駅（現：尾張一宮駅）から木曽川駅までが開通した。木曽川駅は木曽川左岸の葉栗郡黒田村（後に黒田町）に設けられ、長浜駅方面に通じていた大垣駅との間は人力車で連絡が図られた。1887年4月に木曽川橋梁が完成して木曽川駅と加納駅（現：岐阜駅）の間が開通し、同年1月に開通していた大垣駅方面と接続した。駅舎は開通に遅れて1888年6月に完成した。なお、東京 - 名古屋間の経路は1886年7月に中山道幹線から東海道幹線に変更され、現在東海道本線の駅となっている。
現在の一宮市域を中心に尾西地方では織物業が盛んで、1889年に東京 - 神戸間が全通すると、原料・製品の輸送が一ノ宮駅や木曽川駅を通して鉄道で行われるようになった。所在地の黒田町は「将来商工業の発達上交通取引に至大の利便あり」として、1910年に町名を駅名と同じ「木曽川町」に変更した。

### 年表
- 1886年（明治19年）6月1日：一ノ宮駅 - 木曽川駅間仮運輸開始[3][11]。一般駅[3]。
- 1887年（明治20年）4月25日：木曽川駅 - 加納駅間運輸開始[12]。これにより途中駅となる。
- 1888年（明治21年）6月：初代駅舎完成[8]。
- 1891年（明治24年）10月28日：濃尾地震により駅本屋全壊[13]。
- 1892年（明治25年）：2代目駅舎完成[14]。2008年まで使用。
- 1895年（明治28年）4月1日：線路名称制定。東海道線（1909年に東海道本線に改称）の所属となる。
- 1962年（昭和37年）10月1日：貨物の取り扱いを廃止[3]。
- 1984年（昭和59年）2月1日：荷物の取り扱いを廃止[3]。
- 1987年（昭和62年）4月1日：国鉄分割民営化により、東海旅客鉄道（JR東海）が継承[3]。
- 1993年（平成5年）3月：JR全線きっぷうりば営業開始[15]。
- 1995年（平成7年）11月4日：自動改札機を設置し、供用開始[16]。
- 2006年（平成18年）
  - 6月：駅舎橋上化工事着工。
  - 11月25日：ICカード「TOICA」の利用が可能となる。
- 2008年（平成20年）4月12日：東西自由通路と橋上駅舎が完成し、使用を開始する[17]。
- 2018年（平成30年）3月：駅ナンバリングが導入され、使用を開始する。当駅には「CA73」が与えられた[18]。
- 2024年（令和6年）
  - 1月31日：JR全線きっぷうりばの営業を終了[19]。
  - 2月1日：お客様サポートサービス導入に伴い無人化[4][5]。

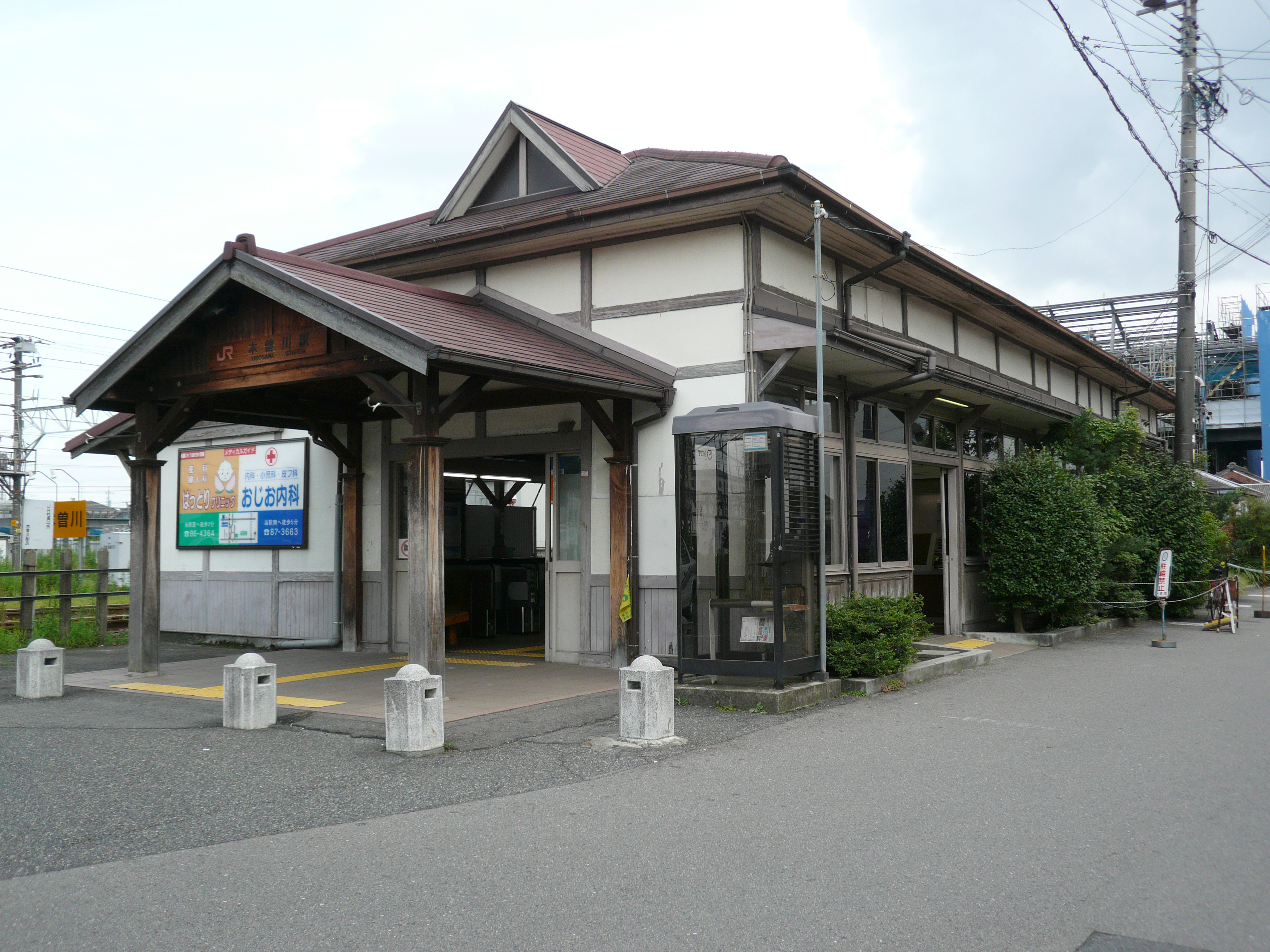
旧駅舎（2007年8月）
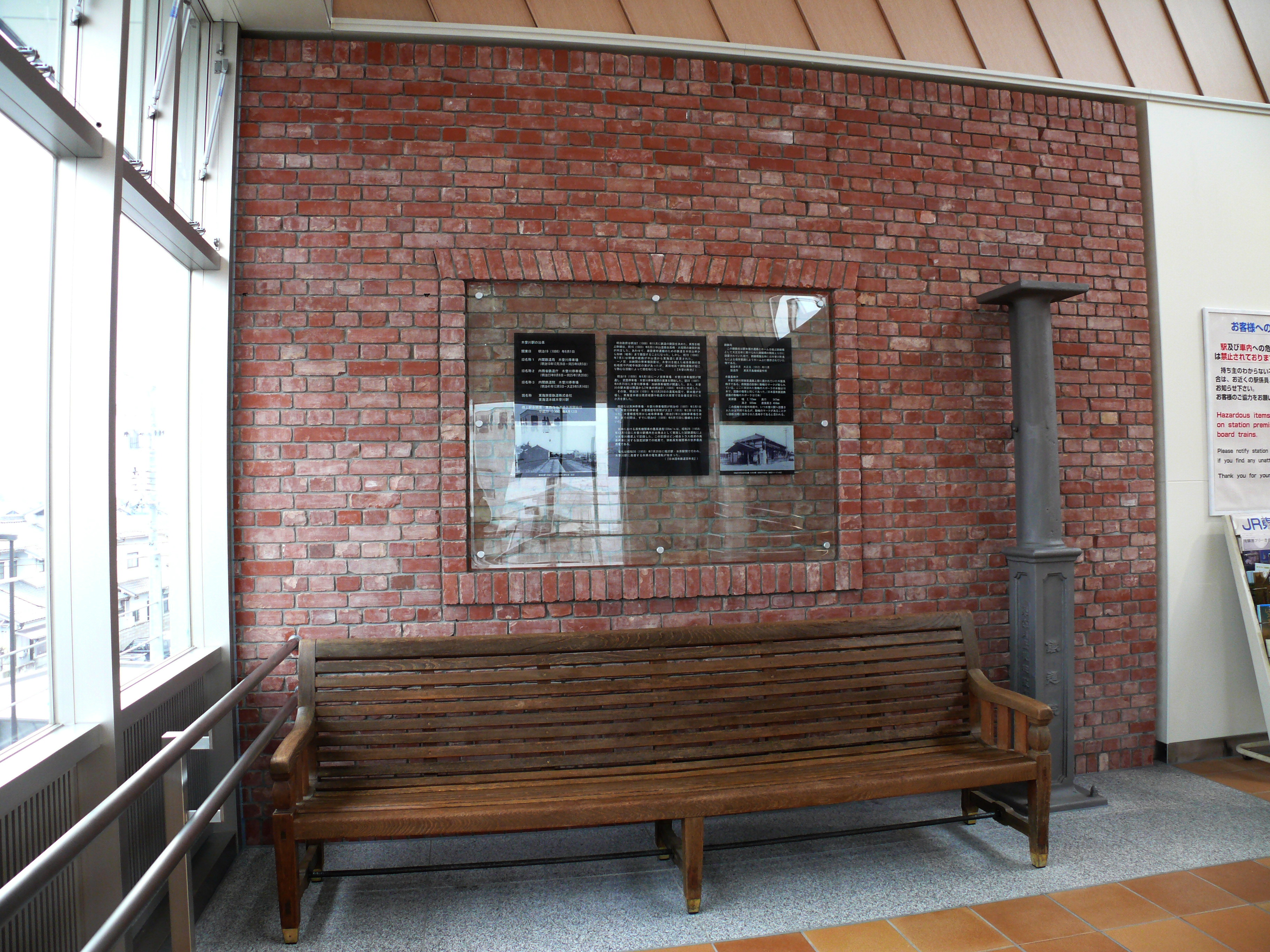
新駅舎内にある旧駅舎のベンチと跨線橋の柱（2008年4月）

## 駅構造
島式ホーム1面2線を有する地上駅であり、2008年（平成20年）に完成した橋上駅舎を備える。ホームのある本線の他に、上り線に2線、下り線に1線ホームの無い副本線（待避線）がある。この待避線は、通常は回送列車の待避に、ダイヤ混乱時などに貨物列車の待避に利用されている。
駅舎は東西自由通路を兼ねる。東西の出入口にはエレベーターとエスカレーターが各1機設置されている。
お客様サポートサービスを導入している無人駅であり、尾張一宮駅が当駅を管理している。2024年1月末までは有人駅であった。駅舎内部に近距離用自動券売機があるほか、自動改札機、TOICA専用チャージ機、バリアフリー用のエレベーター、トイレが完備されている。サポートつき指定席券売機は未設置である。
先述の東西自由通路は、駅の営業時間が終わっても徒歩で通行可能となっており（自転車は押して歩く）、駅の反対側に行きたい時、通常の道路を通ると駅の北か南の踏切を渡って大きく迂回しなければならないが、近道として利用する事が可能である（西口からは東口出てすぐの郵便局などを利用する際に便利となる）。
改札内には、旧駅舎で使用されていた待合用のベンチと、旧駅舎とホームを結ぶ跨線橋で使用されていた柱が置かれている他、改札外、西口を出てすぐのところに、大正時代、ポイント切替のために使用する油を収納する油庫として使われていたレンガ倉庫が近代遺産として移設、保存されている。

### のりば
| 番線 | 路線          | 方向 | 行先             |
| ---- | ------------- | ---- | ---------------- |
| 1    | CA 東海道本線 | 下り | 岐阜・大垣方面   |
| 2    | CA 東海道本線 | 上り | 名古屋・岡崎方面 |

（出典：JR東海:駅構内図）

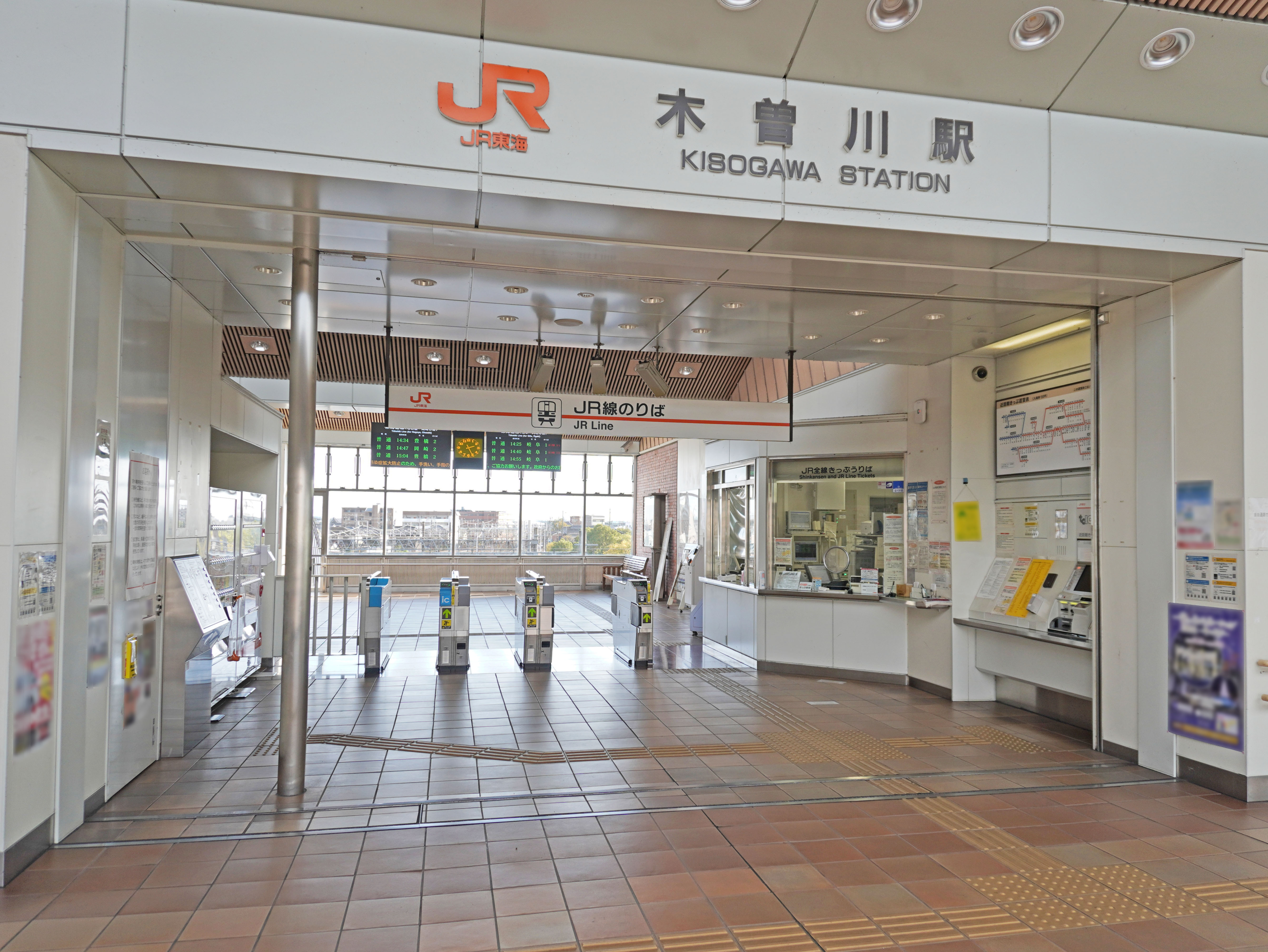
改札口（2022年11月）
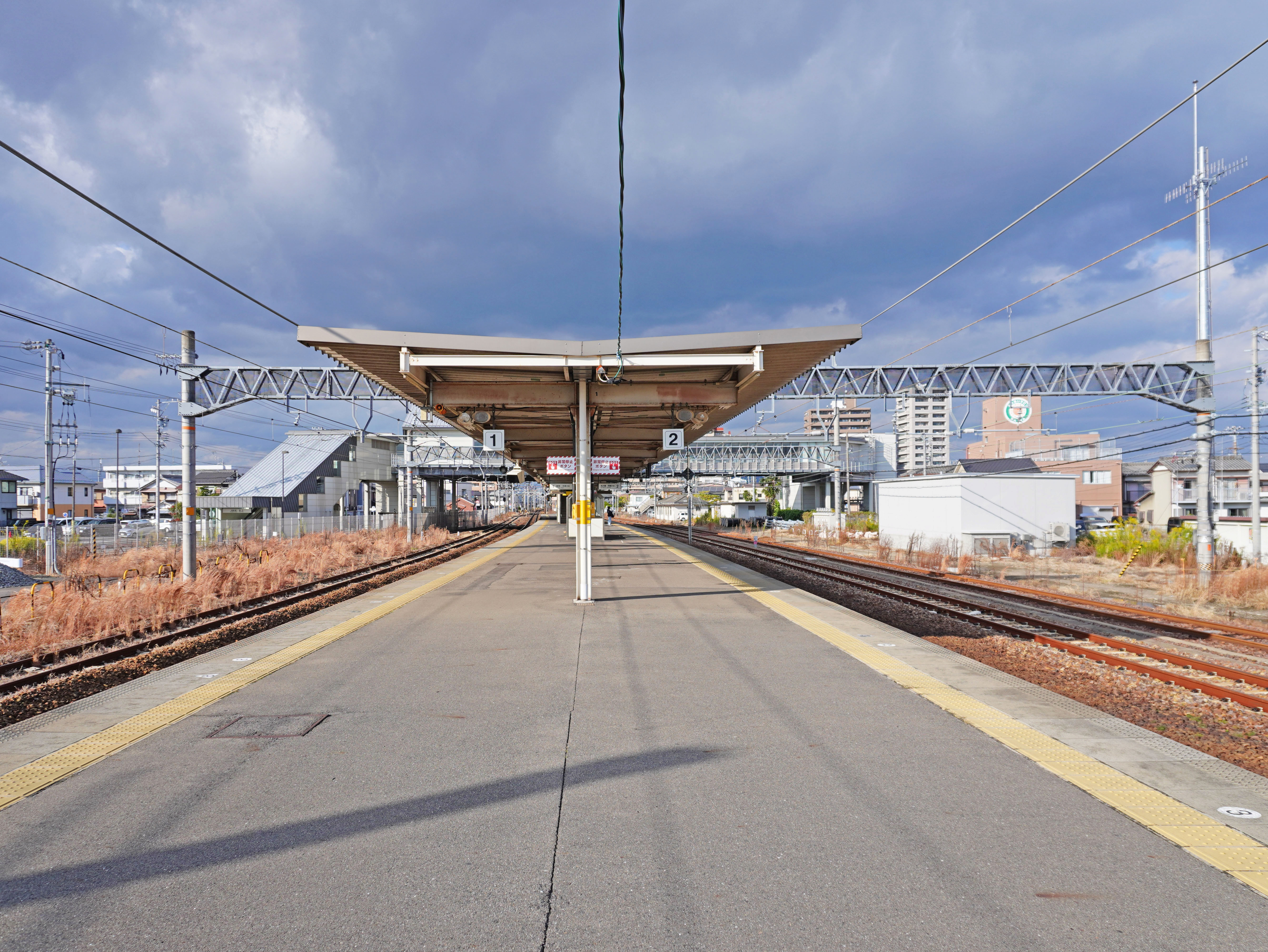
ホーム（2022年11月）
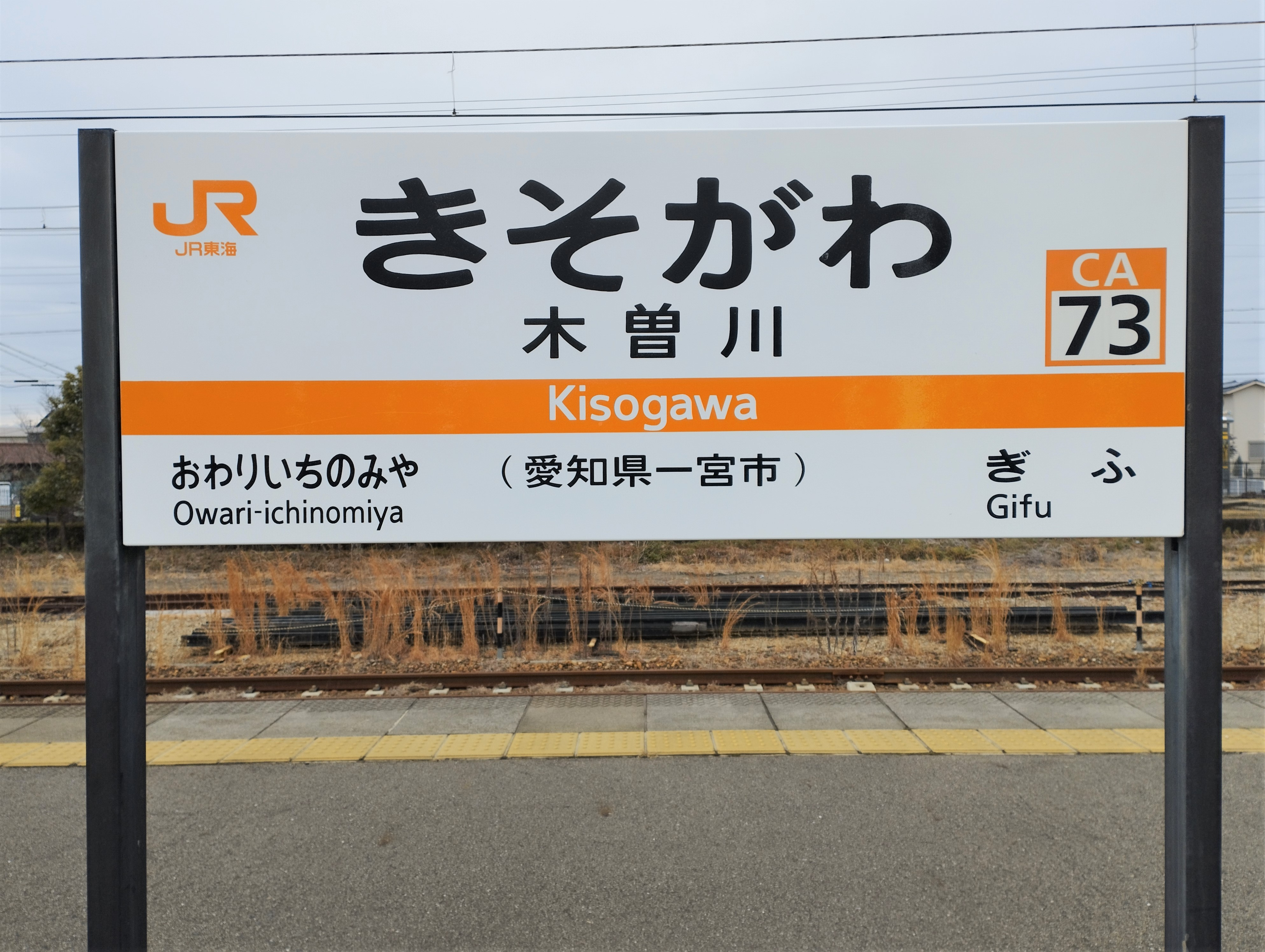
駅名標（2023年1月）

## 駅周辺
駅前に無料駐輪場があり、東口のロータリー、西口のタクシー乗り場にはタクシーが常駐している。
- 木曽川黒田郵便局
- 一宮市立黒田小学校
- 一宮市立木曽川市民病院
- 名古屋鉄道名古屋本線黒田駅
- 愛知県道181号光明寺木曽川停車場線
- イオンモール木曽川
- アピタパワー木曽川店
- 一宮市循環バス（i-バス）「JR木曽川駅」停留所

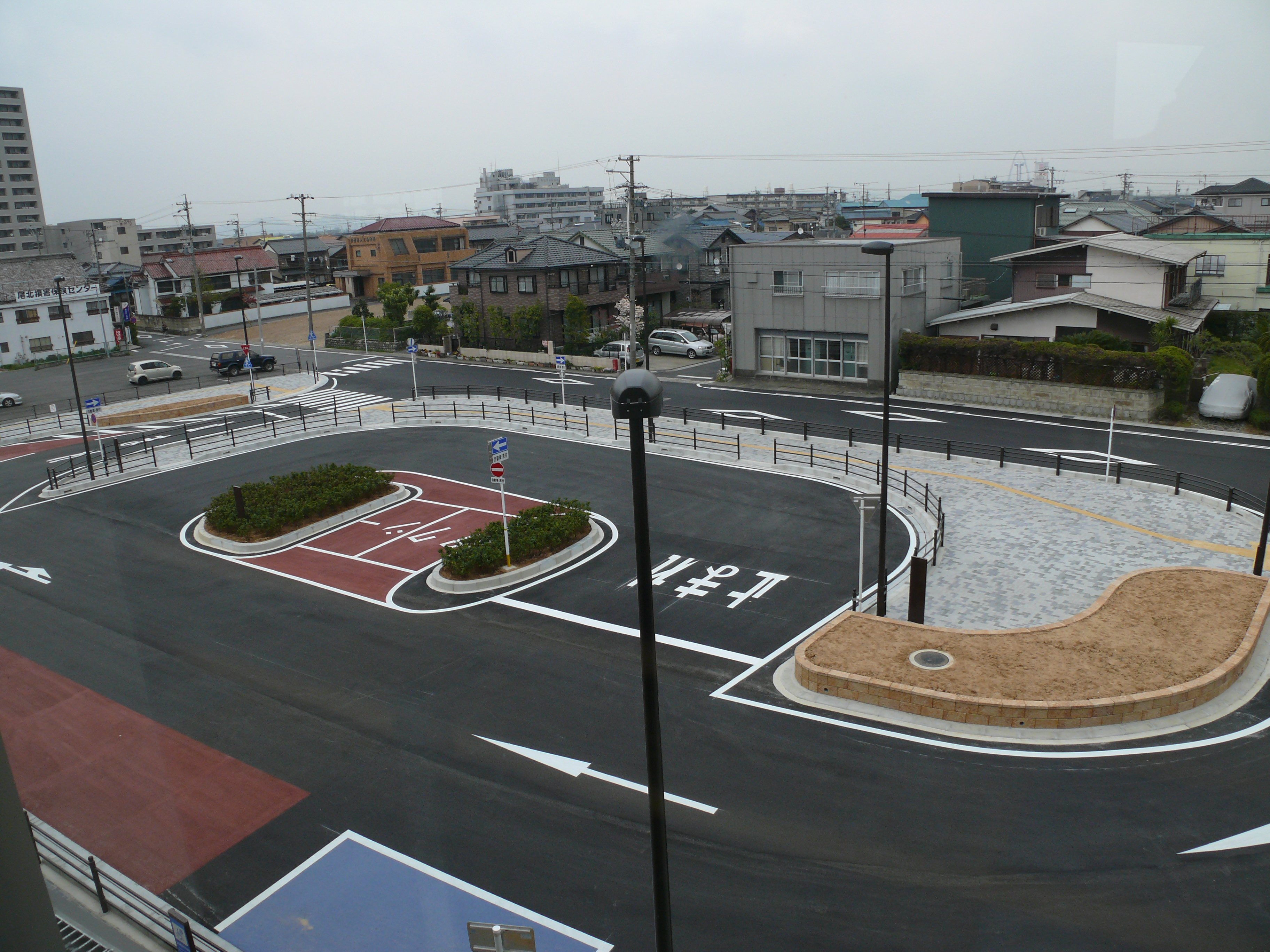
駅前ロータリー（2008年4月）
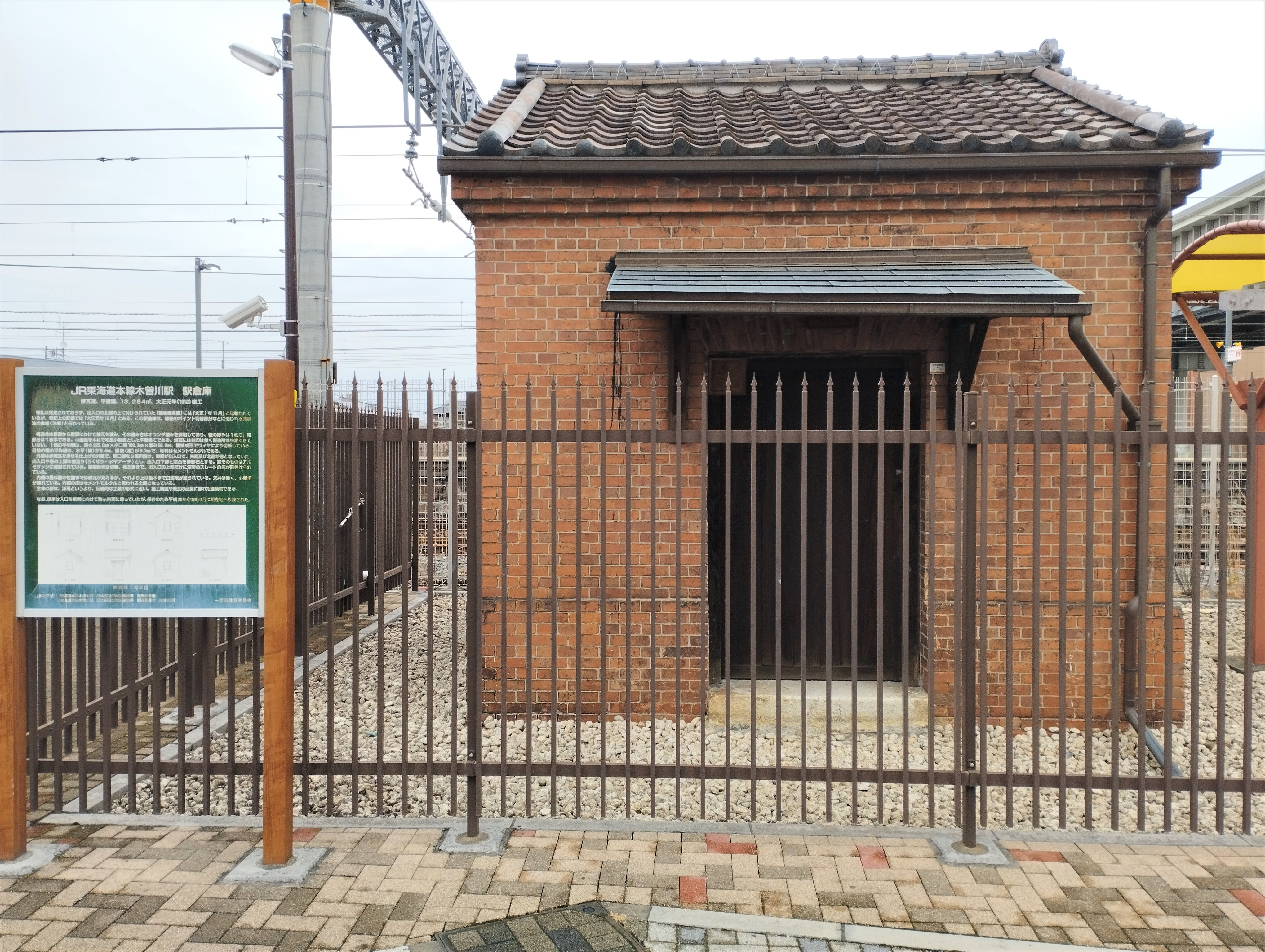
レンガ倉庫

## 隣の駅
東海旅客鉄道（JR東海）
CA 東海道本線
■特別快速・■新快速・■快速・■区間快速
通過
■普通
尾張一宮駅 (CA72) - 木曽川駅 (CA73) - 岐阜駅 (CA74)